# Betrayed - Tradita
Betrayed - Tradita (Betrayed) è un film del 1988, diretto da Costa-Gavras, il cui tema è il razzismo.

## Trama
Un conduttore radiofonico ebreo di Chicago viene ucciso. All'agente dell'FBI sotto copertura Catherine Weaver, col nome fittizio di Katie Phillips, viene assegnato il compito di infiltrarsi in una comunità agricola, sospettata di nascondere i responsabili.
Arrivata come mietitrice stagionale, Katie fa subito amicizia con l'agricoltore Gary Simmons, che la presenta ai suoi due figli Rachel e Joey e agli altri membri della famiglia, che la circondano di affetto e di calore. La donna prova una certa attrazione per lui, vedovo da alcuni anni e aperto a nuove conoscenze. 
Katie va a una festa per il 4 luglio con l’uomo, e qui diversi suoi amici gli chiedono quando andranno “a caccia”. 
Durante i fuochi d'artificio, Katie e Gary si baciano, lasciando libera di manifestarsi l’attrazione reciproca.
Intanto Katie ha degli incontri segreti col suo capo Mike Carnes, al quale rivela i suoi dubbi su Gary, che sembra un semplice padre devoto alla famiglia e non il capo di un pericoloso gruppo razzista. Carnes insiste sul fatto che ci sono molto indizi che portano a Gary e le chiede di cercare informazioni su un gruppo o un piano denominato "ZOG". Prima di lasciarsi, Carnes la informa che la prima moglie di Gary è stato uccisa da un camion.
Col passare dei giorni sboccia l'amore tra Katie e Gary, e lei si affeziona sempre più ai due bambini. Un giorno però il lato oscuro di Gary affiora, quando litiga con un contadino confinante, accusandolo anche di essere omosessuale e malato di aids. Quella notte Gary porta Katie a caccia, dicendo che non vuole che vi siano segreti tra loro e che la sua precedente moglie non poteva accettare questa parte della sua vita: dopo essere andati nel bosco, si incontrano con gli amici Wes, Shorty e altri. Fanno poi scendere da una macchina un uomo di colore terrorizzato e gli consegnano una pistola carica. Dicono all'uomo di correre, quindi lo fanno inseguire dai cani. Quando finalmente intrappolano l'uomo, Shorty dice che Katie dovrebbe dare il colpo di grazia, ma lei rifiuta, facendo insospettire Wes. Gary protegge Katie, sostenendo che è semplicemente spaventata dalla sua prima caccia. Katie riferisce tutto ai suoi capi, ma Carnes le dice che l'FBI non è stata in grado di recuperare il corpo dell'uomo braccato e che la sua testimonianza oculare non sarebbe sufficiente in un processo.
Katie a malincuore torna alla fattoria di Gary. Mentre mette a letto i bambini, la piccola Rachel dice di aver sentito di una strana cospirazione di "negri ed ebrei". Intanto Gary, che vuole sposare Katie, le rivela altri segreti: le spiega che "ZOG" sta per "Zionist Occupation Government (Governo d'occupazione sionista)” e le mostra un computer col quale coordina le attività dei membri del gruppo.
Un giorno Gary porta Katie e i bambini in campeggio ad un raduno di razzisti bianchi, in cui l'atmosfera accogliente di fuochi e canti è inframmezzata con terrificanti discorsi carichi d'odio e addestramento paramilitare. Di notte Katie sguscia fuori dalla tenda e vede Gary che sovrintende alla consegna di armi di tipo militare. Wes la vede e si insospettisce. Prima di lasciare il campo, il candidato al Congresso Jack Carpenter arriva per affermare che in caso di elezione aiuterà il gruppo. Gary pensa che non sia l'uomo giusto, ma Flynn, il braccio destro di Carpenter, gli fa capire che il politico è semplicemente una pedina.
Per finanziare l'attività terroristica, il gruppo decide di rapinare una banca a Chicago e Gary coinvolge anche Katie. All'interno della banca Katie ferisce una guardia e, mentre fuggono, un uomo dell'FBI spara e uccide Wes, ormai vicino a scoprire la sua identità di agente sotto copertura.
Gary rivela a Katie che la sua prima moglie era stata uccisa proprio da Wes perché non era d'accordo con la loro causa, poi le parla di un nascondiglio sotto il pavimento della sua camera da letto che contiene un elenco di obiettivi da assassinare e altre informazioni riguardo al piano del gruppo di iniziare una guerra razziale. Katie porta il materiale a Carnes, che insiste che le prove non sono ancora sufficienti per un processo: è necessario arrestarli mentre commettono un crimine.
Dopo pochi giorni, i membri del gruppo vanno a Chicago per commettere un omicidio. Flynn intanto ha segretamente dato dei documenti a Gary che dimostrano che Katie è un agente dell'FBI sotto copertura. Mentre punta il fucile verso il bersaglio in arrivo, Gary le rivela di conoscere la sua vera identità e si mostra disperato per essersi innamorato di una donna che voleva solo incastrarlo. 
Katie non tentenna ed estrae la pistola, poi ordina a Gary di arrendersi. Una limousine arriva e scende Carpenter, l'obiettivo da assassinare. Gary si rifiuta di arrendersi e Katie lo uccide. Carpenter viene comunque ucciso da un altro membro del gruppo, ma tutti vengono arrestati. Carnes è entusiasta del lavoro di Katie, dicendo che adesso potranno arrestare gli altri, ma Katie è scettica sul fatto che possano essere fermati.
Katie torna nella casa di Gary, in cerca di Rachel e Joey. Li trova che escono da una funzione religiosa. Il pastore, anche lui simpatizzante del gruppo razzista, la offende e le ordina di andarsene, ma Rachel, senza esitazione, ricorda al prete che l'America è un paese libero dove ognuno può andare dove vuole.